# Сиона (язык)
Сиона (Baicoca, Ceona, Ganteya, Ganteyabain, Kanú, Koka, Pioche-Sioni, Pioje, Siona, Sioni, Zeona) — язык западной ветви туканской языковой семьи. На этом языке говорит народ сиона, который проживает в деревнях Ресгуардо-Буэнависта и Эль-Таблеро между деревнями Поньюна-Бланка и Поньюна-Негра вдоль реки Путумайо и его притоках департамента Путумайо в Колумбии, а также в населённых пунктах Бьянья, Оравая, Пуэрто-Боливар вдоль рек Агуарико, Куябено, Шушуфинди, Эно в Эквадоре.
Выделяются эквадорский и колумбийский сиона, имеющие некоторые различия в лексике, фонологии и морфосинтаксисе. Например, в эквадорском сиона утрачен звонкий велярный взрывной согласный [ɡ] внутри слов, в то время как в колумбийском сиона эта фонема сохранилась. Морфосинтаксическое отличие проявляется в выражении предположений. Констатируется близость эквадорского сиона к языку секоя, который распространён на той же территории, что и сиона. Многие особенности эквадорского сиона, которые отличают его от колумбийского варианта, характерны для языка секоя, поэтому в некоторых работах эти три идиома рассматриваются как диалектный континуум.
Первые заметки об этом языке оставлены францисканские миссионеры, встречавшимися с индейцами сиона не позднее 1638 года. Вплоть до середины XVIII века миссионеры встречали сопротивление местного населения, однако с 1752 года францисканские священники закрепились в регионе и до 1870-х вели работу с индейцами. В частности, ими был внесён вклад в изучения языка сиона: составлены списки слов и переведён катехизис. Францисканцы выделяли индейцев племени сиона среди прочего населения этой территории, велись работы по установлению языка сиона в качестве лингва франка региона.

## Фонология
Язык сиона имеет характерную для языков тукано шестиэлементную систему гласных, каждая фонема представлена в простом и назальном варианте:
|                | Задний ряд | Средний ряд | Передний ряд |
| Верхний подъём | i          | ɨ           | u            |
| Средний подъём | e          |             | o            |
| Нижний подъём  |            | a           |              |

Следующие согласные фонемы представлены в сиона:
|             |             | Губно-губные | Зубные | Палатальные | Велярные | Лабиовелярные | Глоттальные |
| ----------- | ----------- | ------------ | ------ | ----------- | -------- | ------------- | ----------- |
| Смычные     | Глухие      | p            | t      |             | k        | kʷ            | ʔ           |
| Смычные     | Звонкие     | b            | d      |             | g        | gʷ            |             |
| Фрикативные | Глухие      |              | s      |             |          |               | h hʷ        |
| Фрикативные | Звонкие     |              | z      |             |          |               |             |
| Аффрикаты   | Аффрикаты   |              |        | ʧ           |          |               |             |
| Носовые     | Носовые     | m            | n      |             |          |               |             |
| Полугласные | Полугласные | w            |        | j           |          |               |             |